# Kristian Klarskov
Pour les articles homonymes, voir Klarskov.
Kristian Klarskov, né le 21 octobre 1988 à Skagen (Danemark), est un homme politique danois, membre des Modérés. Il est élu député au Folketing en novembre 2022, mais démissionne quelques semaines plus tard après que la presse ait révélé qu'il avait falsifié son CV.

## Biographie
Kristian Klarskov a suivi des études de commerce à Frederikshavn qu'il termine en 1998. Il entame ensuite une carrière dans les affaires.
Il s'engage en juin 2022 au sein des Modérés, le nouveau parti centriste fondé par l'ancien Premier ministre Lars Løkke Rasmussen. Il est alors mis en avant comme le parti comme un entrepreneur à succès et investi comme tête de liste pour les élections législatives dans la circonscription du Jutland du Nord. Il et est élu député au Folketing lors des élections du 1er novembre.
Les 21 et 22 novembre, il est mis en cause par des articles du Jyllands-Posten et de Politiken qui révèlent qu'il aurait falsifié plusieurs éléments de son CV,. Le 23 novembre, il annonce sa démission du Folketing et cède donc son siège à Mohammad Rona, premier suppléant dans sa circonscription.